# 1939-es Le Mans-i 24 órás verseny
A 16. Le Mans-i 24 órás versenyt 1939. június 17-én rendezték meg.

## Végeredmény
|    | Kategória | #  | Csapat               | Versenyzők                                       | Modell                   | Motor                        | Körök |
| -- | --------- | -- | -------------------- | ------------------------------------------------ | ------------------------ | ---------------------------- | ----- |
| 1  | 8.0       | 1  | Jean-Pierre Wimille  | Jean-Pierre Wimille Pierre Veyron                | Bugatti Type 57S Tank    | Bugatti 3.3L Supercharged I8 | 248   |
| 2  | 3.0       | 21 | Ecurie Walter Watney | Louis Gérard Georges Monneret                    | Delage D6-3L             | Delage 3.0L I6               | 245   |
| 3  | 5.0       | 5  | Lagonda Ltd.         | Arthur Dobson Charles Brackenbury                | Lagonda V12              | Lagonda 4.5L V12             | 239   |
| 4  | 5.0       | 6  | Lord Selsdon         | Lord Selsdon Lord William Waleran                | Lagonda V12              | Lagonda 4.5L V12             | 238   |
| 5  | 2.0       | 26 | BMW                  | Max zu Schaumburg-Lippe Frtiz Hans Wenscher      | BMW 328 Touring Coupe    | BMW 2.0L I6                  | 236   |
| 6  | 5.0       | 12 | Louis Villeneuve     | Louis Villeneuve René Biolay                     | Delahaye 135CS           | Delahaye 3.6L I6             | 235   |
| 7  | 2.0       | 27 | BMW                  | Ralph Röese Paul Heinemann                       | BMW 328                  | BMW 2.0L I4                  | 230   |
| 8  | 5.0       | 20 | Count Heyden         | R.R.C. Rob Walker Ian Connell                    | Delahaye 135CS           | Delahaye 3.6L I6             | 224   |
| 9  | 2.0       | 28 | BMW                  | Willi Breim Rudolf Scholtz                       | BMW 328                  | BMW 2.0L I4                  | 220   |
| 10 | 1.1       | 39 | Gordini              | Amédée Gordini José Scaron                       | Simca Huit               | Fiat 1.1L I4                 | 213   |
| 11 | 5.0       | 14 | Joseph Chotard       | Joseph Chotard Jacques Seylair                   | Delahaye 135CS           | Delahaye 3.6L I6             | 202   |
| 12 | 2.0       | 29 | Cmdr. R.P. Hitchens  | Cmdr. Robert P. Hitchens Mortimer Morris-Goodall | Aston Martin Speed Model | Aston Martin 2.0L I4         | 199   |
| 13 | 1.1       | 41 | Gordini              | Guy Lapchin Charles Plantivaux                   | Simca Huit               | Fiat 1.1L I4                 | 195   |
| 14 | 1.5       | 32 | Ecurie Lapin Blanc   | Peter Clark Marcus Chambers                      | HRG 1500                 | Singer 1.5L I4               | 192   |
| 15 | 1.1       | 37 | Mrs. Majorie Fawcett | Geoffrey White C.M. Anthony                      | Morgan 4/4               | Coventry Climax 1.1L I4      | 184   |
| 16 | 1.5       | 34 | Just-Emile Vernet    | Just-Emile Vernet Carl de Bodard                 | Riley Sprite TT Pourtout | Riley 1.5L I4                | 180   |
| 17 | 1.1       | 38 | Victor Camerano      | Victor Camerano Henri Louveau                    | Simca Huit               | Fiat 1.1L I4                 | 163   |
| 18 | 1.1       | 45 | Arthur W. Jones      | Arthur W. Jones Gordon Wilkins                   | Singer Le Mans Replica   | Singer 1.0L I4               | 154   |
| 19 | 750       | 48 | Gordini              | Adrien Alin Albert Alin                          | Simca Cinq               | Fiat 0.6L I4                 | 148   |
| 20 | 750       | 49 | Gordini              | Maurice Aimé Albert Leduc                        | Simca Cinq               | Fiat 0.6L I4                 | 147   |

## Nem ért célba
|    | Kategória | #  | Csapat                     | Versenyzők                             | Modell                                       | Motor                | Körök |
| -- | --------- | -- | -------------------------- | -------------------------------------- | -------------------------------------------- | -------------------- | ----- |
| 21 | 3.0       | 25 | Raymond Sommer             | Raymond Sommer Prince Bira             | Alfa Romeo 6C 2500SS                         | Alfa Romeo 2.4L I6   | 173   |
| 22 | 5.0       | 18 | Ecuria Francia             | Marcel Contet Robert Brunet            | Delahaye 135CS                               | Delahaye 3.6L I6     | 171   |
| 23 | 1.5       | 31 | Victor Polledry            | Victor Polledry R. Robert              | Aston Martin 1½ Ulster                       | Aston Martin 1.5L I4 | 155   |
| 24 | 5.0       | 3  | Luigi Chinetti             | Luigi Chinetti Donald Mathieson        | Talbot T26                                   | Talbot 4.5L I6       | 154   |
| 25 | 3.0       | 22 | Ecurie Walter Watney       | Armand Hug Roger Loyer                 | Delage D6-3L                                 | Delage 3.0L I6       | 152   |
| 26 | 5.0       | 15 | Robert Mazaud              | Robert Mazaud Marcel Mongin            | Delahaye 135CS                               | Delahaye 3.6L I6     | 115   |
| 27 | 1.1       | 44 | Archie Scott               | Archie Scott Tommy Wisdom              | Singer Nine Le Mans Replica                  | Singer 1.0L I4       | 105   |
| 28 | 5.0       | 9  | Luigi Chinetti             | René Le Begue Pierre Levegh            | Talbot-Lago SS                               | Talbot 4.0L I6       | 102   |
| 29 | 5.0       | 19 | Ecurie Francia             | Eugène Chaboud Yves Giraud-Cabantous   | Delahaye 135CS                               | Delahaye 3.6L I6     | 99    |
| 30 | 5.0       | 8  | T.A.S.O. Mathieson         | Philippe de Massa Norbert Jean Mahé    | Talbot 150SS Figoni                          | Talbot 4.0L I6       | 88    |
| 31 | 5.0       | 7  | Luigi Chinetti             | André Morel Jim Bradley                | Talbot T26                                   | Talbot 4.5L I6       | 88    |
| 32 | 5.0       | 10 | Jean Trémoulet             | Jean Trémoulet Raoul Forestier         | Talbot-Lago SS                               | Talbot 4.0L i6       | 68    |
| 33 | 1.1       | 36 | Michael Collier            | Mike Collier Lewis Welch               | MG PA Midget                                 | MG 0.8L I4           | 63    |
| 34 | 5.0       | 16 | Ecurie Francia             | Joseph Paul Jean Trévoux               | Delahaye 135CS                               | Delehaye 3.6L I6     | 62    |
| 35 | 5.0       | 11 | André Bellecroix           | André Bellecroix Gaston Serraud        | Delahaye 135CS                               | Delahaye 3.6L I6     | 50    |
| 36 | 1.1       | 43 | Just-Emile Vernet          | Robert Cayeux Gaston Tramar            | Simca Huit                                   | Fiat 1.1L I4         | 50    |
| 37 | 5.0       | 4  | Luigi Chinetti             | Pierre-Louis Dreyfus Antoine Schumann  | Talbot T26                                   | Talbot 4.5L I6       | 45    |
| 38 | 1.1       | 47 | Claude Bonneau             | Claude Bonneau Max Mathieu             | MG PB Midget                                 | MG 1.0L I4           | 40    |
| 39 | 1.1       | 40 | Gordini                    | Jean Breillet Albert Debille           | Simca Huit                                   | Fiat 1.1L I4         | 29    |
| 40 | 1.1       | 42 | Mme Anne-Cecile Rose-Itier | Anne-Cecile Rose-Itier Suzanne Largeot | Simca Huit                                   | Fiat 1.1L I4         | 26    |
| 41 | 1.5       | 30 | Adler                      | Otto Löhr Paul von Guilleaume          | Adler Trumpf                                 | Adler 1.5L I4        | 6     |
| 42 | 1.1       | 46 | Jacques Savoye             | Jacques Savoye Pierre Savoye           | Singer Nine Le Mans Replica "Savoye Special" | Singer 1.0L I4       | 4     |